# Coupe d'Algérie féminine de volley-ball
La Coupe d'Algérie de volley-ball a vu le jour en 1968. L'organisation de la compétition est prise en charge par la Fédération algérienne de volley-ball.

## Palmarès coupe d'Algérie dames
| Édition | Date                               | Vainqueur               | Score                                      | Finaliste               | Lieu                                   |
| ------- | ---------------------------------- | ----------------------- | ------------------------------------------ | ----------------------- | -------------------------------------- |
| 1re     | 1968                               | NA Hussein-Dey          |                                            |                         |                                        |
| 2e      | 1969                               | NA Hussein-Dey          |                                            |                         |                                        |
| 3e      | 1970                               | NA Hussein-Dey          |                                            |                         |                                        |
| 4e      | 1971                               | NA Hussein-Dey          |                                            |                         |                                        |
| 5e      | 1972                               | NR Blida                |                                            |                         |                                        |
| 6e      | 1973                               | NAR Skikda              |                                            |                         |                                        |
| 7e      | 1974                               | JSSEB                   |                                            |                         |                                        |
| 8e      | 1975                               | EDR Alger               |                                            |                         |                                        |
| 9       | 1976                               | EDR Alger               |                                            |                         |                                        |
| 10e     | 1977                               | MP Alger                |                                            |                         |                                        |
| 11e     | 1978                               | CRB Annaba              |                                            |                         |                                        |
| 12e     | 1979                               | MP Alger                |                                            |                         |                                        |
| 13e     | 1980                               | MP Alger                |                                            |                         |                                        |
| 14e     | 1981                               | Nadit Alger             |                                            |                         |                                        |
| 15e     | 1982                               | MP Alger                |                                            |                         |                                        |
| ******  | 1983                               | néant                   | -                                          | -                       | -                                      |
| 16e     | 1984                               | MP Alger                |                                            |                         |                                        |
| 17e     | 1985                               | néant                   |                                            |                         |                                        |
| 17e     | 1986                               | MP Alger                |                                            | MAHD                    |                                        |
| 18e     | 1987                               | MP Alger                |                                            |                         |                                        |
| 19e     | Vendredi 1er juillet 1988 à 14h 30 | MAHussein-Dey           | 3-0 15-08 15-12 15-07                      | MP Alger                | Salle Harcha Hassen, (Alger)           |
| 20e     | Jeudi 4 mai 1989 à 22 heure .      | MP Alger                |                                            | MAHussein-Dey           | Salle Harcha Hassen, (Alger).          |
| 21e     | 24 mai 1990                        | MC Alger                | 3-1 25-17 15-03 16-14 15-07                | NA Hussein-Dey          | Salle Harcha Hassen, (Alger)           |
| 22e     | 13 juin 1991                       | MC Alger                | 3-0 17-16 15-10 15-08                      | ARD Tlemcen             | Salle omnisports de Boumerdès          |
| 23e     | 14 mai 1992                        | MC Alger                | 3-2 15-9 15-13 7-15 14-16 16-14            | ASW Béjaïa              | Salle Harcha-Hacène, Alger             |
| 24e     | 29 avril 1993                      | ASW Béjaïa              |                                            | MC Alger                | Salle Harcha Hassen, (Alger)           |
| 25e     | jeudi 26 mai 1994                  | ASW Béjaïa              | 3-2 13-15 15-05 14-16 15-08 15-10          | RIJAlger                | Salle Harcha Hassen, (Alger)           |
| 26e     | 15 juin 1995                       | ASW Béjaïa              |                                            | MB Béjaïa               | salle Omni-Sports de Bédjaia .         |
| 27e     | 20 juin 1996                       | ASW Béjaïa              | 3-1 15-11 15-13 08-15 15-07                | MC Alger                | Salle Harcha Hassen, (Alger).          |
| 28e     | 22 mai 1997                        | MC Alger                | 3-1 15-08 15-04 13-15 15-08                | ASUC Blida              | Salle Harcha Hassen, (Alger)           |
| 29e     | 25 juin 1998                       | ASW Béjaïa              | 3-0                                        | Club OPOW d'Oran        | salle du 8 mai 1945 a Sétif            |
| 30e     | 24 juin 1999                       | ASW Béjaïa              | 3 sets a zéro (par forfait)                | MC Alger                | Salle Harcha Hassen, (Alger) .         |
| 31e     | 22 juin 2000                       | MC Alger                | 3-1 26-28 25-16 28-26 25-20                | ASW Béjaïa              | Salle Harcha Hassen, (Alger).          |
| 32e     | 2001                               | MC Alger                |                                            |                         |                                        |
| 33e     | 2002                               | MC Alger                |                                            | RIJ Alger               |                                        |
| 34e     | 2003                               | MC Alger                | 3-0                                        | MB Béjaïa               |                                        |
| 35e     | 2004                               | Nacéria Club de Béjaïa  |                                            | ASW Béjaïa              |                                        |
| 36e     | 2005                               | Ghalia Sportif de Chlef | 3-0                                        | Nacéria Club de Béjaïa  |                                        |
| 37e     | 2006                               | Nacéria Club Béjaïa     | 3-0 25-19 27-25 25-23                      | Ghalia Sportif de Chlef |                                        |
| 38e     | 2007                               | Nacéria Club de Béjaïa  | 3-2                                        | MC Alger                |                                        |
| 39e     | 2008                               | MC Alger                | 3-1                                        | Nacéria Club Béjaïa     |                                        |
| 40e     | 2009                               | GS Pétroliers           | 3-0 25-14 25-22 25-19                      | Nacéria Club de Béjaïa  |                                        |
| 41e     | 2010                               | GS Pétroliers           | 3-1 25-20 23-25 25-22 25-17                | Ghalia Sportif de Chlef |                                        |
| 42e     | 2011                               | GS Pétroliers           | 3-1 25-16 23-25 25-17 25-15                | Nacéria Club de Béjaïa  |                                        |
| 43e     | 2012                               | GS Pétroliers           | 3-0                                        | ASW Béjaïa              |                                        |
| 44e     | 2013                               | GS Pétroliers           | 3-0 25-13 25-14 25-15                      | WO Chlef                |                                        |
| 45e     | 23 mai 2014                        | GS Pétroliers           | 3-0 25-19 25-21 25-15                      | MB Béjaïa               | Salle Harcha Hassen, (Alger)           |
| 46e     | 2015                               | GS Pétroliers           | 3-0                                        | ASW Béjaïa              |                                        |
| 47e     | 2016                               | GS Pétroliers           |                                            | Nedjm Riadhi de Chlef   | Salle Harcha Hassen, (Alger)           |
| 48e     | 6 mai 2017                         | GS Pétroliers           | 3-0 25-11 25-16 25-20                      | MB Béjaïa               | Salle Hocine Chalane, (Blida)          |
| 49e     | 12 mai 2018                        | GS Pétroliers           | 3-0 25-16 25-15 25-22                      | ASW Béjaïa              | Salle omnisports de Rouiba, (Alger)    |
| 50é     | 29 mai 2019 a 23h 30               | GS Pétroliers           | 3-0 25-?? 25-15 25-20                      | NR Chlef                | Salle omnisports de Ain-Taya, (Alger)  |
| -       | 2020                               | Non Joué                | Covid 19                                   | -                       | -                                      |
| -       | 2021                               | Non Joué                | Covid 19                                   | -                       | -                                      |
| 51é     | vendredi 20 mai 2022               | MBBéjaia                | (3-2) 25/19; 16-25 ; 20-25 ; 25/18 ; 15/04 | RCBéjaia                | a Béjaia                               |
| 52é     | Samedi18 Novembre 2023             | OSTichy                 | 3-0 (25-23), (25-23) , (25-22)             | ASWBéjaia               | à Blida ( salle OMS Mustapha Tchaker ) |
| 53é     | samedi 29 juin 2024 à 16h00        | MBBéjaia                | 3-0 (25-15), (25-11) , (25-19)             | RCBéjaia                | salle oms bakarou de Tichy             |
| 54é     | samedi 14 juin 2025                | NCBéjaia                | 3-0 (25-20) , (25- 07 ), (28-26)           | Union Ben Aknoun        | Salle Aréna de Jijel                   |

## Palmarès par club
| Cl.   | Club                    | Nombre de titres | Années de titres |
| ----- | ----------------------- | ---------------- | --- |
| 1     | GS Pétroliers           | 29               | 1977, 1979, 1980, 1982, 1984, 1986, 1987, 1989, 1990, 1991, 1992, 1997, 2000, 2001, 2002, 2003, 2008, 2009, 2010, 2011, 2012, 2013, 2014, 2015, 2016, 2017, 2018, 2019 |
| 2     | ASW Béjaïa              | 6                | 1993, 1994, 1995, 1996, 1998, 1999 |
| 3     | NA Hussein Dey          | 5                | 1968, 1969, 1970, 1971, 1988 |
| 4     | Nacéria Club de Béjaïa  | 4                | 2004, 2006, 2007 ,2025 |
| 5     | El-Djazair Riadha       | 2                | 1975, 1976 |
| 6     | USM Blida               | 1                | 1972 |
| -     | NAR Skikda              | 1                | 1973 |
| -     | JSS El-Biar             | 1                | 1974 |
| -     | NADIT Alger             | 1                | 1981 |
| -     | Ghalia Sportif de Chlef | 1                | 2005 |
| -     | MBBéjaia                | 2                | 2022 , 2024 |
| -     | OSTichy                 | 1                | 2023 |
| Total | 12 équipes              | 53 Trophée       | De 1968 au 2024 |

## Palmarès par ville
| Ville  | Titres | Clubs vainqueurs                                                                                |
| ------ | ------ | ----------------------------------------------------------------------------------------------- |
| Alger  | 37     | GS Pétroliers (26), NA Hussein Dey (7), El-Djazair Riadha (2), RIJ Alger (1), JSS El-Biar(1)    |
| Béjaïa | 12     | Association Sportive Wilaya Béjaïa (6), Nacéria Club de Béjaïa (3) , MBBéjaia (2) , OSTichy (1) |
| Blida  | 1      | USM Blida (1)                                                                                   |
| Skikda | 1      | NAR Skikda (1)                                                                                  |
| Chlef  | 1      | Ghalia Sportif de Chlef (1)                                                                     |

### Coupe d'Algérie 1990-1991
- FINALE :
- Jeudi 13 juin 1991 à Boumerdès : MCAlger bat ARD Tlemcen (3 sets à 0, 17-16, 15-10 et 15-8).
- Salle Mohamed Belaaredj de Boumerdès , public assez nombreux , organisation parfaite , Durée du match 79 minutes , Arbitrage correct de MM : Gamaz , Belabas et Moumène .
- Effectif : ARDTlemcen : Boubekeur N , Yadi , Boubekeur S , Bouchenak , Hamsi , Brahmi , Soudani , Kerris , Khouani , Bendimered . * Entraineurs : Yadi et Benosman .
- MCAlger : Arib , Benhamouda Malika , Attout , Benhamouda Karima , Mokhtar , Benlala Salima , Benhamouda Salima , Kaou , Yousfi , Bacha , Nefti , Iboukassène .
- Entraineurs : Trabelsi et Touhami .
- Source :
- El-Moudjahid du samedi 15 juin 1991 page (ii) 2, dans le suppléments sports - Athlétic.

### Coupe d'Algérie 1993-1994
- Demi-Finales : -
- Tirage au sort : -
- MCAlger / RIJAlger
- ASWBéjaia / NAHussein-Dey
- Source [14]
- Finale : -
- Date : - jeudi 26 mai 1994.
- lieu : - salle Harcha Hacène, Alger.
- Equipes : -

ASWBéjaia bat RIJAlger 3 sets à 2 (13/15 ; 15-05 ; 14/16 ; 15-08 et 15-10) .
- Source [15]

### Coupe d'Algérie 2022-2023
- Tour Préliminaire : -
- Dates : - 13 et 14 janvier 2023.